# Wathiyaqucha
Wathiyaqucha (quechua wathiya papas asadas, un plato tradicional, qucha lago,  castellanizada Bateacocha)[cita requerida] es una montaña con una altitud de 4965 metros (16 289 pies), situada en los Andes del Perú. Se ubica en la Región Lima, Provincia de Cajatambo, Distrito de Gorgor, y en la Provincia de Huaura, Distrito de Ámbar . Wathiyaqucha se encuentra entre las montañas Wanki en el oeste y Puka Parya en el este.